# Стаклена батерија
Стаклена батерија је врста стабилне електричне батерије. Користи стаклени електролит и литијум или натријум металне електроде.

## Историја развоја
Батерију су пројектовали Џон Б. Гудинаф, проналазач литијум-кобалт оксида и литијум гвожђе-фосфатних електродних материјала који се користе у литијум-јонској батерији (Ли-ион), и Марија Х. Брага, ванредни професор на Универзитету у Порту и виши научни сарадник на Кокрелл Скул оф Енжињеринг на Универзитету Тексас.
Рад који описује батерију објављен је у часопису Енерџи & Енвиронментал Сцајенц у децембру 2016; од тада су такође објављени бројни наредни радови. Хидро-Квебек истражује батерију за могућу производњу.

## Истраживање стаклених електролита
У септембру 2016. Државном универзитету Ајове је одобрено 1,6 милиона долара за развој нових стаклених чврстих електролита који проводе литијум-јоне. У августу 2019. објављено је да је ГМ Министарства енергетике Сједињених Држава доделило 2 милиона долара за истраживање „фундаменталног разумевања међуфазних феномена у солид-стате батеријама“ и „вруће пресовање ојачаних потпуно чврстих батерија са електролит сулфидног стакла.“

### Скептицизам и реакција на скептицизам
Иницијална публикација у децембру 2016. наишла је на значајан скептицизам од стране других истраживача у технологији батерија, при чему је неколико њих напоменуло да је нејасно како се добија напон батерије с обзиром да чисти метални литијум или натријум постоји на обе електроде, што не би требало да производи разлику у електрохемијском потенцијалу, и стога не дају напон ћелије. Свака енергија коју батерија ускладишти или ослободи би стога би прекршила Први закон термодинамике. Висока репутација Гудинафа била је довољна да одврати најоштрије критике, а Даниел Стеингарт са Универзитета Принстон је коментарисао: „Ако би било ко осим Гудинафа објавио ово, ја бих, тешко пронашао љубазну реч.“ 
Гудинаф је одговорио на скептицизам, рекавши: „Одговор је да ако је литијум обложен на катодном колектору струје довољно танак да би његова реакција са колектором струје смањила Фермијеву енергију на ону колектора струје, Фермијева енергија колектора струје литијумска анода је виша од оне од танког литијума обложеног на катодном струјном колектору." Гудинаф је у каснијем интервјуу за Сласхдот рекао да је литијум на катоди „дебљине једног микрона“.
Гудинафов одговор је изазвао додатни скептицизам код Данијела Стеингарта и Метјуа Лејсија са Универзитета у Упсали, који истичу да је овај ефекат подпотенцијалног таложења познат само за изузетно танке слојеве (једнослојеве) материјала. Лејси такође примећује да оригинална публикација не помиње ограничење дебљине литијума обложеног катодом, већ уместо тога наводи супротно: да је капацитет ћелије „одређен количином алкалног метала који се користи као анода“. 

### Грађевинарство и електрохемија
Батерија, као што је објављено у оригиналној публикацији, је конструисана коришћењем алкалног метала (литијум или натријум фолије) као негативне електроде (аноде) и мешавине угљеника и редокс активне компоненте, као позитивне електроде (катоде).  Катодна смеша је обложена бакарном фолијом. Редокс активна компонента је или сумпор, фероцен или манган диоксид. Електролит је високо проводљиво стакло формирано од литијум хидроксида и литијум хлорида и допирано баријумом, што омогућава брзо пуњење батерије без стварања металних дендрита.
У публикацији се наводи да батерија ради током пражњења уклањањем алкалног метала са аноде и поновним таложењем на катоди, при чему је напон батерије одређен редокс активном компонентом и капацитет батерије одређен количином аноде алкалног метала. Овај радни механизам се радикално разликује од механизма уметања (интеркалације) већине конвенционалних материјала за Литијум-јонске батерије.
Већина истих аутора је 2018. године описала нову верзију у Журнал оф тхе Американ Хемикал Сосајети, у којој је катода обложена посебним раствором пластификатора како би се избегло пуцање интерфејса док се различити материјали шире различитим брзинама. Брага каже да нова батерија има двоструко већу густину енергије од конвенционалних литијум-јонских батерија и може да се пуни 23.000 пута. Критичари су истакли неколико изузетних тврдњи у раду, као што је рекордно висока релативна диелектрична константа; можда већи од било ког снимљеног материјала, и повећање капацитета батерије током многих циклуса пуњења, уместо смањења као што је обично случај са свим другим технологијама батерија. 

### Поређење са литијум-јонским батеријама
Брага и Гооденоугх су изјавили да очекују да батерија има густину енергије много пута већу од тренутних литијум-јонских батерија, као и опсег радне температуре до -20 °Ц (-4 °Ф); много ниже од тренутних солид-стате батерија. Такође је наведено да електролит има широк електрохемијски прозор. Дизајн батерије је безбеднији од литијум-јонских батерија, пошто се избегава употреба запаљивог течног електролита. Батерија се такође може направити коришћењем јефтиног натријума уместо литијума.
Аутори тврде да батерија има много краће време пуњења од Литијум-јонских батерија - у минутима, а не сатима. Аутори такође наводе да су тестирали стабилност интерфејса алкални метал/електролит током 1.200 циклуса пуњења са ниским отпором ћелија спецификација за Ли-јонске батерије је обично мања од хиљаду.